# The Drowned World
The Drowned World (deutsche Übersetzungen als Karneval der Alligatoren und  Paradiese der Sonne) ist ein 1962 erschienener Science-Fiction-Roman des britischen Autors J. G. Ballard.

## Deutsche Übersetzungen
- Karneval der Alligatoren. dt. von Inge Wiskott. Marion von Schröder, Hamburg/ Düsseldorf 1970, ISBN 3-547-71153-3.
- Paradiese der Sonne. dt. von Joachim Körber. Edition Phantasia, Bellheim 2008, ISBN 978-3-937897-28-8.
- Die Flut. dt. von Helma Schleif. Diaphanes, Zürich 2023, ISBN 978-3-0358-0454-6

## Personen
- Dr. Robert Kerans, Biologe, Leiter der biologischen Teststation, medizinischer Offizier der Einheit, 40 Jahre alt, Geliebter von Beatrice Dahl
- Oberst Riggs, Oberst der Militäreskorte
- Dr. Alan Bodkin, Biologe, Kerans’ Assistent in der Station, 65 Jahre alt
- Sergeant Macready, Mitglied der Kompanie von Oberst Riggs, Schotte
- Beatrice Dahl, Enkelin eines Magnaten, Geliebte von Dr. Robert Kerans
- Leutnant Hardman, Mitglied der Kompanie von Oberst Riggs, Seniorpilot des Helikopters, ca. 30 Jahre alt
- Sergeant Daley, Mitglied der Kompanie von Oberst Riggs, Copilot des Helikopters
- Wilson, Mitglied der Kompanie von Oberst Riggs
- Caldwell, Mitglied der Kompanie von Oberst Riggs
- Strangman, Freibeuter, Plünderer, Schatzsucher
- Big Caesar, Mitglied von Strangmans Mannschaft
- der Admiral, Mitglied von Strangmans Mannschaft[1]

## Handlung
Kapitel 1 “Im Strandhotel Ritz”
In einer nicht näher bestimmten Zukunft ist die Erde durch mehrjährige Sonnenprotuberanzen stark erwärmt. Der Van-Allen-Gürtel ist angewachsen und die Erdanziehung auf die äußeren Schichten der Ionosphäre hat nachgelassen. Am Äquator werden 81 °C gemessen, die Regenzonen reichen bis zum 20. Breitengrad und im Polarkreis ist es im Jahresmittel 28 °C warm. Der ansteigende Meeresspiegel führt zu großen Überflutungen. Landschaften wie im Paläozoikum, zu Lagunen zugewachsene Städte, gigantische Pflanzen, übergroße Leguane und riesige Insekten bestimmen das Bild. Nur psychopathische, strahlenkranke und unterernährte Menschen leben vereinzelt in den heißen Gebieten. Dr. Robert Kerans wohnt im bis zum sechsten Stock im Wasser stehenden ehemaligen Hotel Ritz. Er leitet die biologische Teststation, die auf dem Weg durch Europa nach Norden wandert. Begleitet wird er von der Militäreskorte Oberst Riggs’ und seiner Kompanie. Der weiter ansteigende Wasserspiegel hat die Kartografie von Buchten und Häfen sinnlos gemacht, daher wird Riggs’ Kompanie ins grönländische Camp Byrd zurückbeordert. Riggs holt Kerans ab und bittet ihn, Beatrice Dahl, die in einer relativ luxuriösen privaten Zuflucht im Bereich der Station wohnt, zur Mitreise zu bewegen.
Kapitel 2 “Die Leguane kommen”
Riggs und Kerans treffen in der Station ein. Kerans versucht Beatrice Dahl vom Abreisen zu überzeugen. Letztlich spielen sie mit dem Gedanken, beide zu bleiben.
Kapitel 3 “Bausteine der neuen Psychologie”
Kerans ist sich unschlüssig, ob er mit Beatrice bleiben oder mitreisen soll, entschließt sich vorerst so zu tun, als ob sie beide mitkämen. Drei Tage Reisevorbereitungen stehen an, an denen Kerans Vorräte aufstocken und Geräte aus dem Lager der Station stehlen will. Vorerst entwendet er einen Messingkompaß. Kerans sucht zusammen mit Dr. Bodkin den an Schlaflosigkeit und seltsamen Träumen leidenden Leutnant Hardman in der Krankenstation auf. Bodkin versucht seit Tagen diesen mit verschiedenen Verfahren zu therapieren. Zurück in der biologischen Teststation philosophieren die beiden Biologen über Flora und Fauna und die Zukunft der Menschheit. Bodkin äußert eine Theorie von einem in der Zeit zurückreisenden Unterbewusstsein der Menschen, ausgelöst durch die Rückentwicklung der geophysikalischen Gegebenheiten.
Kapitel 4 “Die Pfade der Sonne”
Hardman ist am nächsten Tag plötzlich verschwunden. Kerans überschlägt wie lange der Treibstoff für Boot und Klimaanlage reichen wird und welche Ersatzteile und Vorräte ihm fehlen. Die Anker der Teststation werden gelichtet und sie wird zum Stützpunkt geschleppt. Kerans sucht Beatrice auf, deren Generator defekt ist, es stellt sich heraus, dass die Zeitschaltuhr rückwärts lief. Beatrice berichtet von Alpträumen. Kerans wird vom Helikopter abgeholt, eine gemeinsame Suche nach Leutnant Hardman wird gestartet. Daley ist sich sicher, dass Hardman bereits verfrüht nach Norden, Richtung Camp Byrd, aufgebrochen ist. Kerans ist überzeugt, dass Hardman nach Süden fuhr. Sie finden südlich des Stützpunktes einen improvisierten Katamaran und schließlich Hardman. Bei einer anschließenden Verfolgungsjagd wird Wilson verwundet und der Helikopter verunfallt. Hardman entkommt und läuft unbeeindruckt von der starken Mittagssonne weiter Richtung Süden. Die Gruppe muss auf die Abholung durch einen Kutter warten und sich gegen Leguane verteidigen.
Kapitel 5 “Abstieg in die Uhrzeit”
Kerans hat seinen ersten seltsamen Traum, er gleicht dem von Beatrice. Bodkin gibt an, dass gut die Hälfte der Mannschaft diesen Traum schon längere Zeit haben, Riggs ausgenommen. Bodkin hält den Traum für eine millionenjahrealte organische Erinnerung. Der letzte Tag vor der Abreise bricht an, Kerans äußert gegenüber Bodkin, dass er unsicher sei, mitzukommen. Bodkin berichtet von seinem Leben im früheren London.
Kapitel 6 “Die versunkene Arche”
Bodkin und Kerans lösen nachts die Vertäuung der Teststation und versenken diese in einer nahegelegenen Bucht. Den Helikopterlandeplatz auf Beatrice Dahls Penthouse blockieren sie mit Kerosinfässern. Riggs versucht vergeblich die Teststation wieder flott zu machen und bricht dann ohne sie planmäßig Richtung Camp Byrd auf. Beatrice, Kerans und Bodkin bleiben in Beatrices Penthouse zurück und überschlagen die Monate, die Vorräte und Treibstoff halten. Kerans ahnt, wie Beatrice und er voneinander entfernen werden.
Kapitel 7 “Karneval der Alligatoren”
Sechs Wochen sind seit der Abreise von Riggs und seiner Kompanie vergangen. Beatrice Dahl, Dr. Alan Bodkin und Dr. Robert Kerans besuchen sich gelegentlich, sind aber sonst jeweils mit ihrem eigenen Abstieg durch die totale Zeit beschäftigt. Eines Morgens taucht ein Wasserflugzeug auf, dreht zwei Runden, feuert Leuchtkugeln ab und fliegt weiter. Kerans hält es für einen Aufklärer. Kerans beobachtet später Boote begleitet von schätzungsweise 2000 Alligatoren, die sich in der Lagune sammeln. Kerans Katamaran wird zerstört, er entkommt den Alligatoren knapp und erreicht die verängstigte Beatrice. Ein Dreideckerraddampfer trifft ein, Bodkin nimmt Kontakt auf, Beatrice und Kerans stoßen dazu.
Kapitel 8 “Der Mann mit dem weißen Lächeln”
Der Dampfer gehört Strangman, einem mysteriösen Menschen, dem jegliche Pigmente zu fehlen scheinen. Strangman scheint Maschinen, Kulturgüter und Kunst auf seinem Schiff zu horten. Er zeigt Beatrice, Bodkin und Kerans seine Sammlung, gemeinsam sind sie sich einig, dass die Welt auf ein heißes Mesozoikum zusteuert. Bodkin äußert, dass sie als Menschen auch dahin zurückkehren.
Kapitel 9 “Der Teich des Thanatos”
Strangman durchsucht mit seiner Mannschaft die Gebäude in den drei umliegenden Lagunen. Strangman lädt Beatrice, Bodkin und Kerans auf Partys ein und scheint Interesse an Beatrice zu haben. Kerans fallen eine Vielzahl von Tieren mit Albinismus auf. Strangman vermutet, dass Bodkin etwas am Grund einer Lagune versteckt, Kerans versichert ihm, dass er bei Bootstouren über dem ehemaligen Planetarium nur seine Erinnerungen sucht. Strangman organisiert dennoch einen Tauchgang. Kerans geht schließlich in das versunkene Planetarium. Kerans fasziniert ein durch Risse im Dach entstandene scheinbare Sternkonstellation. Kerans ertrinkt beinahe, da er seinen Luftschlauch absichtlich festknotet. Später ist er unsicher, ob er sich tatsächlich umbringen wollte oder nicht.
Kapitel 10 “Überraschungsparty”
Kerans schläft inzwischen immer wieder plötzlich ein. Strangman lädt zu einer großen Party ein und verspricht eine enorme Überraschung. Nach einem üppigen Essen in aufwändiger Dekoration realisieren alle, wie der Pegelstand des Wassers allmählich sinkt. Strangman hat einen Zufluss geschlossen, der von Pilzen durchwachsenen Schlamm rings um die Lagune hält dicht, sodass das Wasser abgepumpt werden kann. Die Stadt wird langsam wieder sichtbar. Bodkin erkennt fasziniert den Leicester Square. Beatrice wird unwohl, sie vermisst sofort die Lagune.
Kapitel 11 “Die Ballade von Mistah Bones”
Dreißig Minuten später wandern die drei Protagonisten durch die Straßen, es zieht sie wieder zum Planetarium, hier und da sehen sie plündernde Gruppen aus Strangmans Mannschaft. Bodkin rät Kerans, mit Beatrice fortzugehen und zieht sich in die freigelegte Teststation zurück. Kerans streift durch die Stadt. Strangman beginnt mit einer systematischen Plünderung, nachts veranstaltet er Partys, bei denen Beatrice geistesabwesend teilnimmt. Bodkin ist plötzlich verschwunden und wird später dabei beobachtet, wie er den Damm zu sprengen versucht. Nach kurzer Verfolgung wird er erschossen. Kerans wird von Strangmans Mannschaft überwältigt.
Kapitel 12 “Das Fest der Schädel”
Kerans wird auf einen Thron gefesselt und bekommt eine Alligatormaske aufgesetzt. Der Thron befindet sich auf einem Schinderwagen. Mehrere Nächte wird ein Fest mit Fackeln, Feuerwerk, Trommeln und Tänzern abgehalten, bei dem Strangman auch selbst auf Gebeinen spielt. Strangman ist erstaunt, wie lange Kerans überlebt. Bei einer Schussfahrt verunglückt der Schinderwagen und Kerans kann sich befreien. Er flüchtet vor Strangman und Big Caesar in ein ehemaliges Bürogebäude und verbringt dort unentdeckt zunächst einen Tag. Mit einem improvisierten Floß fährt er zu Beatrices Penthouse und findet es verwüstet und mit aufgebrochenem Tresor vor. Ein zweiter, wahrer Tresor ist noch verschlossen, Kerans entnimmt ihm einen Revolver nebst Munition. Auch seinen Kompass findet er wieder. Nachts schleicht er sich auf Strangmans Dampfer, er wähnt die Männer bei Plünderungen und nur Strangman und den Admiral an Bord. Er findet Beatrice zwischen Unmengen von Schmuck in Strangmans Suite. Big Caesar taucht überraschend auf und verwundet Kerans, dieser erschießt Big Caesar darauf. Als Kerans zu fliehen versucht, droht ihm Strangman, Beatrice etwas anzutun. Kurz bevor die mit Macheten bewaffnete Mannschaft Kerans erreicht, tauchen unerwartet Riggs Männer auf und retten Kerans.
Kapitel 13 “Zu früh, zu spät”
Am nächsten Morgen hat Riggs die Situation unter Kontrolle gebracht und Strangmans Männer entwaffnet und gefangen genommen. Riggs war mit einem Patrouillenkreuzer unter dem Vorwand, die Teststation bergen zu wollen, angerückt. Einige Besatzungsmitglieder sind ausgewechselt worden, vor allem die, die besonders stark die Träume erlebt hatten. Beatrice und Kerans haben die Nacht auf der Krankenstation verbracht. Juristisch ist Strangman nicht zu belangen. Riggs befürwortet das Leerpumpen der Lagune zur Landrückgewinnung, während Kerans für das Fluten eintritt.
Kapitel 14 “Der große Knall”
Riggs und Strangman haben eine Übereinkunft getroffen. Bevor Riggs abreist wird eine Abschiedsparty abgehalten. Die Sonne lockt Kerans unerbittlich in den Süden. Kerans sprengt den Damm, der patrouillierende Sergeant Macready, schießt auf Kerans und verwundet diesen am Knöchel. Macready kommt bei der Explosion ums Leben. Als das Wasser die Lagune flutet, steigen Beatrice und Riggs wieder aus dem Hubschrauber aus. Beatrice trifft auf Kerans, er sagt ihr, dass er immer an sie denken werde, aber es ihn nach Süden ziehe. Sie warnt ihn vor Riggs, der ihn töten wolle. Riggs verfolgt Kerans, dieser kann fliehen. Auf einem Floß erreicht Kerans ein Binnenmeer, das ihn weiter nach Süden führt. Er verbindet seine Verletzung und schläft unter Morphintabletten ein. Am darauffolgenden Tag taucht immer wieder der Hubschrauber auf und deckt ihn mit Maschinengewehrfeuer ein, schließlich aber bleiben die Angriffe aus. Am Nachmittag rudert er bei 65 °C schwach mit einem Arm weiter.
Kapitel 15 “Die Paradiese der Sonne”
Am nächsten Tag ziehen Sturmwolken auf und einsetzender Regen bringt Abkühlung. Kerans verfährt den letzten Treibstoff, versenkt den Motor und rudert gen Süden, bis er Land erreicht, dort schläft er vor Erschöpfung ein. Am nächsten Morgen demontiert er das Boot und schleppt über die schlammigen Hügel, lässt es schließlich aber doch zurück und geht nur mit ein paar Vorräten weiter in einen riesigen Dschungels in der Ferne. Trotz geschwollenen Knöchels geht er drei Tage und Nächte ohne Schlaf weiter und hält sich die Leguane mit Schüssen vom Leib. In der Ruine eines vermeintlichen Tempels findet er Unterschlupf. Er vernimmt einen leisen menschlichen Schrei und wird einer hageren Gestalt in Offiziersuniform gewahr, es handelt sich um Hardman. Hardmans Augen sind beide durch Hornhautkrebs erblindet, er erkennt Kerans nicht. Er bleibt drei Tage bei Hardmann füttert ihn und behandelt seine Augen mit Penizillin, baut ihm ein Bett und für beide einen Regenschutz. Hardmann erinnert sich nicht und spricht Kerans nur mit „Soldat“ an. Hardmanns Zustand bessert sich und eines Morgens ist er plötzlich verschwunden. Kerans wartet noch zwei Tage und bricht dann selbst weiter nach Süden auf. Er ist sich sicher, dass Hardman bald sterben wird und dass er selbst vermutlich nicht lange im dichten Dschungel des Südens überleben wird. In einem ehemaligen Appartementhaus sinnt er über die vergangenen Jahre nach, hinterlässt an einer Mauer Botschaft, dass es ihm gut ginge und er weiter nach Süden geht und bricht auf.

## Einordnung in das Werk des Autors
In seinen ersten vier Romanen Der Sturm aus dem Nichts (The Wind from Nowhere), Paradiese der Sonne (The Drowned World), Welt in Flammen, auch als Die Dürre (The Burning World), und Kristallwelt (The Crystal World) thematisierte Ballard vier verschiedene Dystopien in Anlehnung an die vier Elemente Luft, Wasser, Feuer und Erde.

## Entstehung
„On reflection it seems to me that the image of an immense half-submerged city overgrown by tropical vegetation, which forms the centrepiece of The Drowned World, is in some way a fusion of my childhood memories of Shanghai and those of my last ten years in London.

 In der Rückschau schein es mir, dass das Bild einer riesigen, halbüberschwemmten, von tropischer Vegetation überwucherten Stadt – die das Kernstück von The Drowned World bildet – in mancher Hinsicht eine Verknüpfung meiner Kindheitserinnerungen aus Shanghai und der Erinnerungen der letzten zehn Jahre aus London ist.“

Ballard verbrachte die ersten Jahre seiner Kindheit in Shanghai, sein Vater leitete dort die Niederlassung einer britischen Textilfirma. Seine frühsten Kindheitserinnerungen sind die an die von jährlichen Sommerfluten zwei bis drei Fuß im Schlammwasser stehende Stadt im heißen Sonnenlicht. Später, Anfang 1943 wurde Ballards Familie im Zivilgefangenenlager Lunghua interniert. Er wurde Zeuge, wie seine Eltern jedwedem Widerstands beraubt und oft den Mut sinkend lassend gedemütigt und verängstigt wurden. Dies betrachtete er rückblickend als eine einzigartige, schreckliche Innenansicht dessen, was das Verhalten von Menschen ausmachen kann. Sein Gesamtwerk sei von diesen desillusionierenden Eindrücken während seiner Kindheit geprägt, wie er in Interviews und Schriften immer wieder angab.

## Kritiken
„Paradiese der Sonne erinnert an die wissenschaftliche begründete Phantastik, die in den Siebziger Jahren besonders aus dem osteuropäischen Raum auf den deutschen Markt flutete. Es handelt sich um bizarres Gedankenbild, das in den Klimakatastrophen der Neuzeit, wie der Überflutung New Orleans, bereits konkret wurde. Besonders spannend ist, dass sich Ballard für die mit den veränderten Verhältnissen einhergehenden Verschiebungen der sozialen Gefüge und damit letztlich jedes Einzelnen befasst. Thematisch ist das Werk Spitze, sprachlich wirkt es leider farblos und schon recht antiquiert.“

„Paradiese der Sonne lässt sich schwer kategorisieren und noch schwieriger fair beurteilen. J G. Ballard hat einen Roman geschrieben, den man vom Stil und Inhalt mögen muss. Wer Landschaftsbeschreibungen mag, Schilderungen über verrottende Ruinen liebt, und dem langsamen Alltagstrott der Charaktere etwas abgewinnen kann, darf der Sehnsucht nach dem Paläozoikum gerne nachgeben. Der Roman ist ein Sog, aber ein sehr spezieller. 3.5 von 5 Punkten“

„This science fiction novel may be over fifty years old but it retains its neurotic potency even today with the descent into archeo-psychic madness of its few protagonists during fateful months in the Triassic neo-world of a submerged London. 9.5/10.0

 Dieser Science-Fiction-Roman mag über fünfzig Jahre alt sein, er behält aber mit dem Abstieg in den archäo-psychischen Wahnsinn seiner wenigen Protagonisten während schicksalhafter Monate in der triasartigen Welt des überschwemmten London seine neurotische Wirksamkeit auch heute noch. 9.5/10.0“

## Adaptionen

### Performance/Theater
Im Rahmen des Essex Book Festivals fand im Riverside Leisure Centre in Chelmsford im März 2020 eine 45-minütige von The Drowned World inspirierte Performance statt. Das Publikum nahm schwimmend teil und es wurden Unterwassersoundeffekte eingesetzt.

### Hörspiel
Karneval der Alligatoren. Bearbeitung/Regie: Oliver Sturm, Sprecher: Rolf Becker, Christian Redl, Katja Brügger, Ulrich Gebauer, Jürgen Thormann, Stephan Schad, Martin Engler, Samuel Weiss, Hans-Peter Hallwachs u. a., 78 min., NDR 2008.